# Poliomyélite reconnue comme maladie professionnelle
Pour cette maladie en général, voir Poliomyélite.
Cet article décrit les critères administratifs pour qu'une poliomyélite soit reconnue comme maladie professionnelle en France.
Cet article relève du domaine de la législation sur la protection sociale et a un caractère davantage  juridique que médical. Pour la description clinique de la maladie se reporter à l'article suivant :

## Législation enFrance

### Régime général
| Fiche Maladie professionnelle | Fiche Maladie professionnelle | Fiche Maladie professionnelle |
| Ce tableau définit les critères à prendre en compte pour qu'une infection par le virus de la poliomyélite soit prise en charge au titre de la maladie professionnelle | Ce tableau définit les critères à prendre en compte pour qu'une infection par le virus de la poliomyélite soit prise en charge au titre de la maladie professionnelle | Ce tableau définit les critères à prendre en compte pour qu'une infection par le virus de la poliomyélite soit prise en charge au titre de la maladie professionnelle                                 |
| Régime Général. Date de création : 9 novembre 1972 | Régime Général. Date de création : 9 novembre 1972 | Régime Général. Date de création : 9 novembre 1972 |
| Tableau N° 54 RG | Tableau N° 54 RG | Tableau N° 54 RG |
| Poliomyélite | Poliomyélite | Poliomyélite |
| --- | --- | --- |
| Désignation des Maladies | Délais de prise en charge | Liste indicative des principaux travaux susceptibles de provoquer ces maladies |
| Toutes manifestations de la poliomyélite antérieure aiguë. | 30 jours | Travaux exposant au contact de malades atteints de poliomyélite antérieure aiguë. |
| | | Tous travaux tels que manutention, entretien, lavage, stérilisation, mettant le personnel en contact avec le matériel ou le linge utilisés dans les services où sont effectués les travaux ci-dessus. |
| Date de mise à jour : | | |

### Régime agricole
| Fiche Maladie professionnelle | Fiche Maladie professionnelle | Fiche Maladie professionnelle |
| Ce tableau définit les critères à prendre en compte pour qu'une infection par le virus de la poliomyélite soit prise en charge au titre de la maladie professionnelle | Ce tableau définit les critères à prendre en compte pour qu'une infection par le virus de la poliomyélite soit prise en charge au titre de la maladie professionnelle | Ce tableau définit les critères à prendre en compte pour qu'une infection par le virus de la poliomyélite soit prise en charge au titre de la maladie professionnelle                                 |
| Régime Agricole. Date de création : 27 janvier 1976 | Régime Agricole. Date de création : 27 janvier 1976 | Régime Agricole. Date de création : 27 janvier 1976 |
| Tableau N° 38 RA | Tableau N° 38 RA | Tableau N° 38 RA |
| Poliomyélite | Poliomyélite | Poliomyélite |
| --- | --- | --- |
| Désignation des Maladies | Délai de prise en charge | Liste indicative des principaux travaux susceptibles de provoquer ces maladies |
| Toutes manifestations de la poliomyélite antérieure aiguë. | 30 jours | Travaux exposant au contact de malades atteints de poliomyélite antérieure aiguë. |
| | | Tous travaux tels que manutention, entretien, lavage, stérilisation, mettant le personnel en contact avec le matériel ou le linge utilisés dans les services où sont effectués les travaux ci-dessus. |
| Date de mise à jour : | | |

### Étymologie
La poliomyélite (du grec polios « gris », myelos « moëlle » et ite « inflammation »), aussi appelé maladie de Heine-Medin ou simplement polio, est une maladie infectieuse aiguë qui s'attaque à la substance grise de la moelle épinière.
Elle est causée par un virus, dont l’Homme est le seul hôte naturel, qui se transmet par voie féco-orale ou par des postillons émis lors de toux ou d'éternuements. Le poliovirus (virus à ARN de la famille des Picornaviridae, genre Entérovirus) s'attaque généralement au système digestif en provoquant des symptômes proches de ceux de la grippe et il est dans la plupart des cas éliminé par le système immunitaire. Mais il arrive dans environ 1 cas sur 100 que celui-ci s'étende aux cellules nerveuses et provoque des lésions aux cornes antérieures motrices de la moelle épinière. Le virus s'attaque alors aux cellules nerveuses qui commandent les muscles (motoneurones) en laissant intact les neurones adjacents qui commandent les fonctions sensitives, urinaires, sexuelles... Jusqu'à 95 % des motoneurones peuvent être touchés, mais après la phase aiguë de la maladie les motoneurones survivants sont capables d'établir de nouvelles connexions et le malade peut perdre jusqu'à 10 % de ses motoneurones sans séquelles neurologiques définitives.

### Données professionnelles
Les professions de soins sont exposés, soit par contact direct avec le malade, soit indirectement par les prélèvements biologiques.

### Données médicales
Quand l'atteinte est massive, il provoque des paralysies locales, mortelles dans environ 10 % des cas, et des atrophies musculaires souvent irréversibles. Il affecte habituellement les enfants de moins de cinq ans, et était l'un des plus terribles fléaux de l'enfance. La poliomyélite touchait plus de 600 000 enfants par an dans le monde et en enfermait des milliers dans des poumons d'acier. Ces appareils étaient utilisés pour créer une pression négative autour du thorax, ce qui entraîne l'air à l'intérieur des poumons et permet une respiration artificielle.
La poliomyélite n'a pas de traitement, seule la vaccination peut protéger efficacement. Elle est réalisée par injection sous-cutanée ou par ingestion. Pour l'enfant, elle assure une immunité pour 5 ans à condition qu'il y ait eu un rappel après 12 mois. Pour les adultes le rappel peut se faire tous les 10 ans. Le vaccin a été mis au point par le microbiologiste [américain] Jonas Edward Salk en 1952. Des campagnes massives de vaccination ont alors été mises en place, ce qui a permis de faire baisser rapidement la fréquence de la maladie. Le «type 2» a disparu de la planète en 1999. Le «type 3» semble être confinée à l'Afrique, hors Égypte. 

Le vaccin monovalent buccal, baptisé mOPV, «type 1», induit une réponse immunitaire de 70 %.

### Histoire
Pendant des siècles, le virus est resté endémique et relativement bénin, provoquant seulement quelques cas sporadiques.
Vers 1880, l'amélioration de l'hygiène conduit à réduire les infections immunisantes naturelles au poliovirus chez le jeune enfant. Les premiers cas cliniques apparaissent dans le nord de l'Europe.
La maladie frappe la région de New York en 1916. En 1952, plus de 50 000 personnes sont touchées aux États-Unis, en France la polio fait une victime pour 100 000 habitants.
Les premiers essais du vaccin injectable de Jonas Salk sont réalisés en 1954. La première campagne de vaccination de masse a été marquée par la fourniture d'un important lot défectueux (virus vivant non atténué) aboutissant à près de 220 000 contaminations dont 70 000 malades, 164 paralysies sévères et 10 décès
Albert Sabin crée un vaccin oral en 1961.
Une épidémie est enrayée aux États-Unis en 1965. Le taux de nouvelles contaminations est tombé à 1 pour 10 millions de personnes.

### Éradication

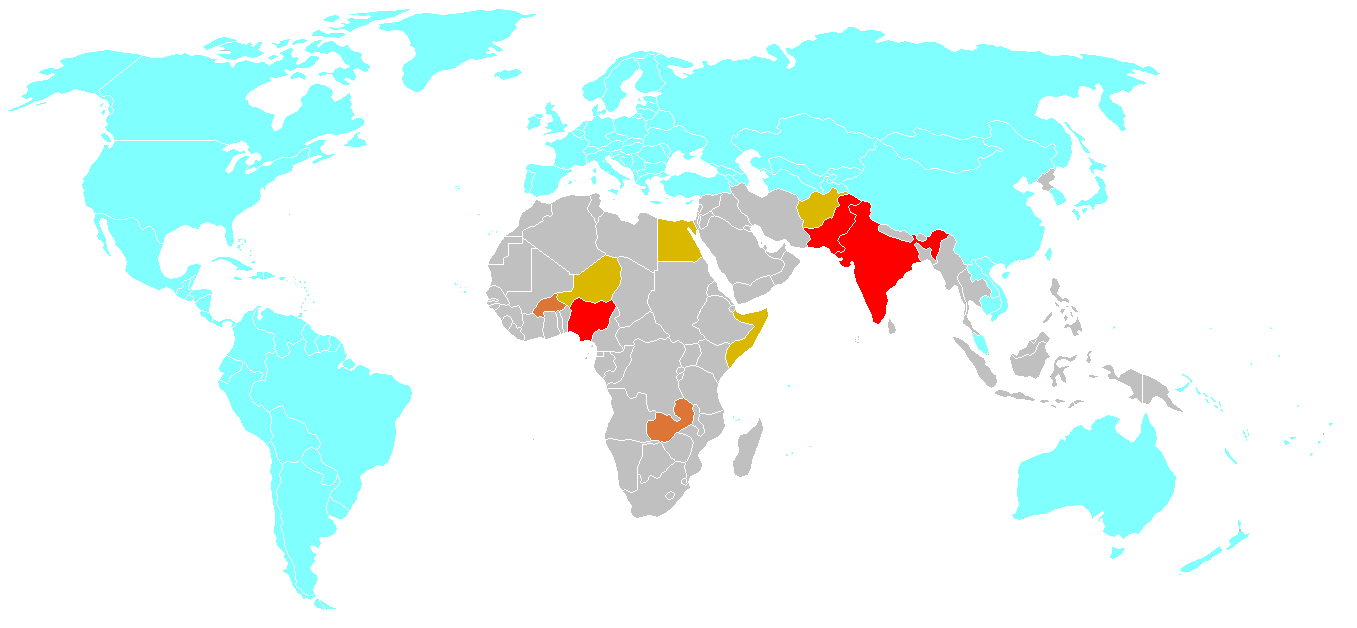
La poliomyélite en décembre 2002 (Source: OMS)
♦ Poliomyélite officiellement éradiquée
♦ Zones à haut taux de transmission
♦ Cas d'importation
♦ Zones à faible taux de transmission
♦ Absence de virus sauvage

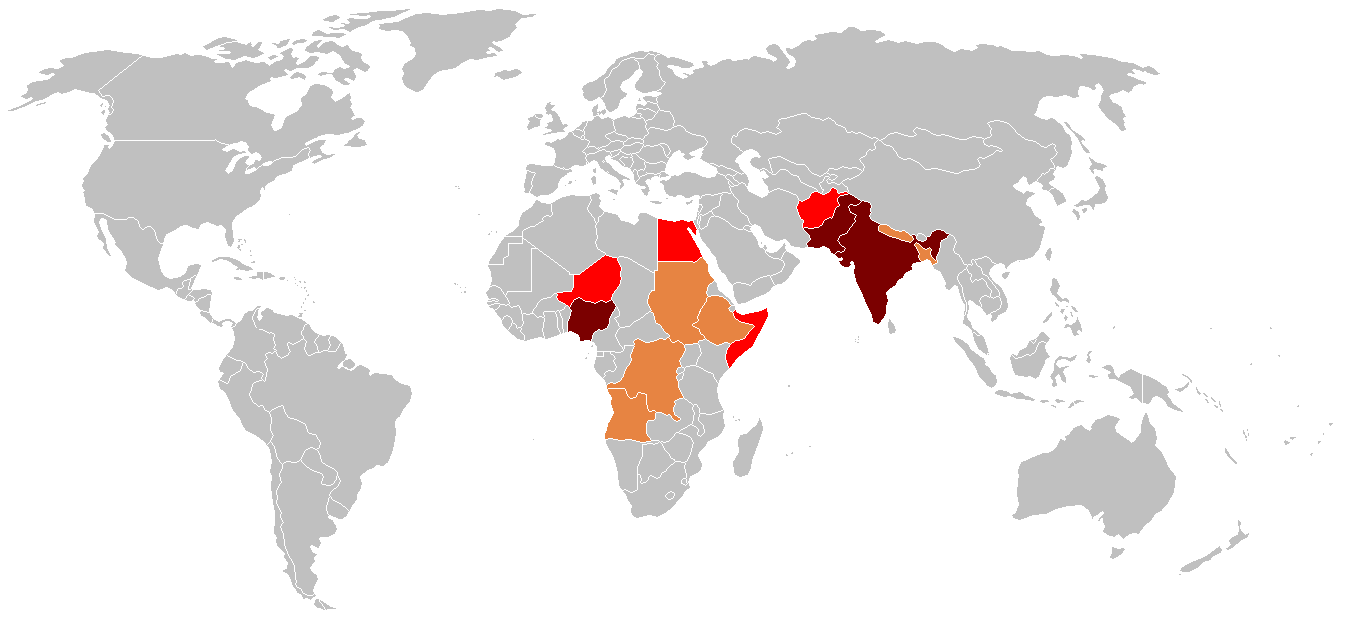
La poliomyélite pendant 2006 (Source: CHU Rouen)
♦ zones épidémiques
♦ zones endemosporadiques
♦ zones à risque de réinfections

En 1988, lors de sa 41e Assemblée, l'Organisation mondiale de la santé (OMS), comptant 166 États membres, a lancé une initiative mondiale en vue d'éradiquer la poliomyélite vers l'année 2005. La cible a été secondairement retardée à 2010.
En 1992 est découvert un foyer de polio aux Pays-Bas, dans un groupe qui refuse la vaccination.
Fin 1999 le nombre de cas avait reculé de 95 % avec 7 094 nouveaux cas recensés pour 20 000 malades au total et le nombre de pays atteints est passé de 125 à 30, disparaissant de tout le continent américain, du Pacifique occidental, de la Chine et de l'Europe.
L'année 2004 a connu une augmentation des cas de polio (1 300 contre 800 en 2003). Le nombre de cas déclaré en 2005 atteint 1 650 et dépasse 1 760 cas en 2006.
La maladie reste un important problème de santé publique pour de nombreux pays d'Afrique et d'Asie, où elle reste présente de manière préoccupante en Afghanistan, en Égypte, en Inde (plus de 500 cas en 2006), au Niger, au Nigeria (près de 1 000 cas en 2006) et au Pakistan.
Les causes de cette stagnation, voire de cette régression sont complexes. Elles sont dues aux problèmes récurrents d'accès à l'eau potable, à l'insalubrité, ainsi qu'au retard pris par les campagnes de vaccination dans deux États (État de Kano et Zamfara) au nord du Nigeria, où les responsables musulmans lancent des rumeurs accusant les Américains de vouloir les contaminer par le SIDA et de les rendre stériles. L'augmentation des cas de polio au Nigéria a propagé la maladie en Arabie saoudite lors du pèlerinage de La Mecque, pour ensuite atteindre l'Indonésie, ou plus de 100 cas ont été déclarés début juillet 2005.
La maladie est également réapparue en Indonésie ; 225 cas ont été diagnostiqués en 2004. Une grande campagne de 24 millions de vaccinations en un jour a été réalisée le 29 août 2005 avec une mobilisation médiatique sans précédent dans le pays. Le dernier cas décrit dans ce pays date de février 2006.
Les cas sont essentiellement confinés géographiquement aux endroits où la couverture vaccinale est sub-optimale (30 % d'enfants non vaccinés au Nigéria, les cas indiens étant limitées également à une région réticente aux vaccinations). La présence de cas sporadiques chez des personnes dûment vaccinés pose question.

### Vaccination
Il existe deux types de vaccin :
- un par virus atténué (qui est toujours vivant) et administré par voie orale dont les premières versions ont été mises au point par Albert Sabin en 1960. Depuis il a été amélioré et est efficace contre les trois types sérologiques du poliovirus et est peu onéreux. Ses caractéristiques ont fait que c'est ce type qui est utilisé par l'OMS dans sa campagne d'éradication. Il a cependant l'inconvénient, comme tout type de vaccin par virus atténué, d'avoir dans de très rares cas des effets secondaires graves.
- un par virus inactivé (qui est tué) et administré par injection. Il a été mis au point par Jonas Salk en 1952 et est comme tous les autres vaccins de ce type plus cher que le précédent et moins efficace, mais n'a aucun risque au niveau individuel. Il est moins efficace car il ne bloque pas les infections intestinales (par prise orale) et prévient seulement les paralysies (qui sont par ailleurs le symptôme le plus grave qui entraînent des séquelles).